# ماركو أنجيلكوفيتش
ماركو أنجيلكوفيتش هو لاعب كرة قدم صربي في مركز الوسط، ولد في 12 أكتوبر 1984 في بلغراد في صربيا. لعب مع ابروتاباندلاج أكرانيس ونابريداك كروشيفاتس ونادي أوبليتش ونادي إكراناس ونادي بارتيزان ونادي بيلينزونا ونادي سودوفا ماريامبوله ونادي فيتورول كونستانتا.

## وصلات خارجية
- ماركو أنجيلكوفيتش على موقع الاتحاد الأوربي (الإنجليزية)
- ماركو أنجيلكوفيتش على موقع قاعدة بيانات كرة القدم.إي يو (الإنجليزية)
- ماركو أنجيلكوفيتش على موقع Soccerway.com (الإنجليزية)
- ماركو أنجيلكوفيتش على موقع عالم كرة القدم.نت (الإنجليزية)